# H.P. Johansen
Hans Peder Johansen (født 24. marts 1881 i Ønslev nær Eskilstrup på Falster, død 17. april 1962) var en dansk lærer og politiker.
Han var søn af husmand J.P. Johansen og hustru Bodil Marie født Olsen, tog lærereksamen fra Jonstrup Seminarium 1905 og var kommunelærer i Middelfart fra 1908 til 1941. Han var censor i praktisk skolegerning ved lærereksamen.
Johansen var formand for Socialdemokratiet i Middelfartkredsen fra 1913 og var medlem af Middelfart Byråd fra 1917. Han var desuden medlem af Folketinget en kort tid i 1920, men blev i 1924 valgt til Landstinget, hvor han sad indtil tingets nedlæggelse i 1953. Her var han medlem af Landstingets Finansudvalg og af Rigsretten til 1953.
Han blev gift 22. august 1907 med Anna Valborg Petersen (født 12. januar 1882 i Ødis ved Kolding), datter af lærer K. Petersen og hustru Vilhelmine født Suhr.